# Capmany
Capmany (en catalán: Campmany) es un municipio y localidad española de la provincia de Gerona, en la comunidad autónoma de Cataluña. El término municipal, ubicado en la comarca del Alto Ampurdán, tiene una población de 693 habitantes (INE 2024).

## Toponimia
Antiguamente era denominado Campmany.

## Geografía
Integrado en la comarca de Alto Ampurdán, se sitúa a 53 km de la capital provincial. El término municipal está atravesado por la autopista del Mediterráneo (AP-7) y por la carretera N-II, además de por la carretera provincial GI-602, que se dirige hacia Espolla, y por una carretera local que conecta con Agullana.
El relieve está configurado por los últimos contrafuertes meridionales de la sierra de la Albera y los pequeños valles formados por rieras. Las principales rieras son el Llobregat de Ampurdán y el Merdançà. La altitud oscila entre los 273 m al noroeste y los 70 m a orillas del Llobregat de Ampurdán. El casco urbano se halla a 141 m sobre el nivel del mar.
| Noroeste: Agullana | Norte: Agullana y La Junquera | Noreste: Cantallops        |
| Oeste: Darníus     |                               | Este: San Clemente Sasebas |
| Suroeste: Darníus  | Sur: Darníus y Viure          | Sureste: Masarach          |

## Demografía
Capmany cuenta con una población de 693 habitantes (INE 2024).
| Gráfica de evolución demográfica de Capmany entre 1842 y 2021 |
| |
| Población de derecho según los censos de población del INE Población de hecho según los censos de población del INEEn 1857 crece el término del municipio porque incorpora a Buscarós |

## Símbolos
El escudo de Capmany se define por el siguiente blasón:

Escudo embaldosado: de oro, un castillo abierto de sinople acompañado de 2 casas abiertas de púrpura, una a cada lado y de un sarmiento de viña pámpalado de sinople y frutado de púrpura en la punta. Por timbre una corona de marqués.

Fue aprobado el 12 de mayo de 1983. Se representa el castillo de Capmany (siglo XII), actualmente en ruinas, que fue la sede de una baronía y, más tarde, en 1798, de un marquesado (simbolizado por la corona de encima del escudo). A banda y banda del castillo, las casas aluden a las otras dos localidades del municipio: Bosquerós y la Vall. El racimo de uva hace referencia a los cultivos principales de la localidad.

## Patrimonio
- Ermita de San Sebastián
- Iglesia de Santa Ágata, del siglo XII
- Monumentos megalíticos (3300-2700 a. C.)
  - Dolmen del Quer Afumat
  - Menhir del Quer Afumat
  - La Piedra de los Sacrificios
  - Dolmen del Mirgoler
  - La Piedra Oscilante

## Fiestas
- 5 de febrero, fiesta mayor de Santa Ágata
- 17 de febrero, fiesta del rancho
- 1 de abril, feria de placas de cava